# Línea 72 (Media Distancia)
La línea 72 (Sevilla - Huelva) es una línea ferroviaria realizada por servicios MD que recorre transversalmente la comunidad española de Andalucía. Discurre por vías convencionales electrificadas a 3 000 V CC de ancho ibérico, pertenecientes a Adif. Es operada por la sección de Media Distancia de Renfe Operadora mediante trenes 449 y Serie 598.
La duración mínima del viaje entre Sevilla y Huelva es de 1 hora y 26 minutos. Anteriormente fue denominada «A7».

## Líneas por donde transcurre el servicio
- Majarabique-Cádiz. 8 km (de Santa Justa a Majarabique)
- Majarabique-Huelva. 109 km.